# Annihilation: Conquest
Annihilation: Conquest è un arco narrativo a fumetti crossover della Marvel Comics del 2007-2008 e seguito diretto di Annihilation del 2006. La saga vede gli eroi spaziali dell'universo Marvel che combattono la minaccia dei Phalanx, guidati da Ultron. Nova (Richard Rider) è di nuovo fra i protagonisti, insieme a Quasar (Phyla-Vell), Star-Lord (Peter Quill) e un nuovo personaggio chiamato Wraith.
Altri personaggi che compaiono nella saga sono Ronan l'Accusatore, Dragoluna, Super-Skrull, Gamora, Mantis e Rocket Raccoon. Nella saga ritorna anche Adam Warlock.

## Storia editoriale
Il format è simile a quello della saga precedente ma con una differenza minore. Invece di quattro miniserie che precedono la miniserie principale di sei numeri, ce ne sono tre e al posto della quarta miniserie ci sono quattro numeri della serie di Nova.
Dan Abnett e Andy Lanning furono incaricati di scrivere la storia da Andy Schmidt, l'editore di Annihilation, che gli chiese di lavorare sul seguito. Scrissero il prologo, i numeri tie-in di Nova e la miniserie principale.

## Trama

### Prologo
Il prologo rivela che i Phalanx sono gli antagonisti principali dopo che essi si impossessarono dell'esercito dei Kree, indeboliti dagli eventi di Annihilation. Gli alieni techno-organici Phalanx invadono l'impero dei Kree, usando i cavalieri spaziali di Galador come delle pedine involontarie portate sul pianeta Hala da Peter Quill.
I Phalanx conquistano i Kree in pochi giorni, assimilando buona parte della popolazione e isolando la loro galassia dal resto dell'universo con uno scudo di energia.

### Wraith
scritto da Javier Grillo-Marxuach
Un misterioso personaggio di nome Wraith viene catturato dai Phalanx ma riesce a liberarsi facilmente usando il suo potere di suscitare paura sui guerrieri Phalanx. Wraith sostiene di non avere alcun interesse nel combattere i Phalanx ma venne comunque attaccato da loro. Dopo la loro sconfitta, i Phalanx mandarono Ronan l'accusatore, ora sotto il loro controllo mentale, a catturare Wraith. Wraith riesce a fuggire con l'aiuto di Super-Skrull e viene guidato dallo spirito di suo padre deceduto a trovare colui che ha ucciso la sua famiglia.
Interrogato da Ronan, Wraith rivela le sue origini: è il figlio di uno scienziato Kree esiliato. Quando era bambino, Wraith fu rapito da delle creature extra dimensionali dopo che i suoi genitori furono uccisi, e Wraith ottenne dei poteri speciali dopo essersi unito con il simbionte Exolon e uccise i suoi aguzzini per poi tornare nello spazio Kree alla ricerca dell'assassino dei suoi genitori.

### Nova
Scritto da Dan Abnett e Andy Lanning
Nova va nello spazio Kree dopo essere stato avvertito dell'invasione dei Phalanx, per poi ritrovarsi imprigionato nello spazio dei Kree dallo scudo di energia dei Phalanx. Mentre cerca di uscire, Nova viene gravemente ferito e i suoi poteri furono trasferiti a una guerriera Kree di nome Ko-Rel. Mentre si riprende, Nova viene visitato da Gamora, infettata dal virus dei Phalanx, che lo converte dalla parte dei Phalanx, portandolo a uno scontro con Ko-Rel. Ko-Rel viene uccisa da Gamora mentre stava cercando di liberare Nova dal controllo dei Phalanx.
Con l'aiuto dell'Uni-Mente, Nova riesce a liberarsi del virus dei Phalanx e usa una stella nana per lanciarsi oltre lo scudo di energia che lo teneva prigioniero nello spazio Kree, ma a sua insaputa è inseguito da Gamora e Drax ancora controllati dai Phalanx.

### Star-Lord
Scritto da Keith Giffen
Peter Quill riesce a fuggire dai Phalanx e raggiunge una prigione dei Kree dove viene messo al comando di un gruppo di prigionieri formato da Mantis, Bug, Rocket Raccoon, Groot, Captain Universe e Deathcry. Peter Quill riprende il suo vecchio titolo di Star-Lord e il gruppo parte per combattere i Phalanx. Il gruppo perde subito Deathcry e Groot nella prima battaglia.
Dopo aver scoperto che il piano dei Phalanx è quello di infettare i Kree con il loro virus, Star-Lord e i suoi compagni, incluso Groot che era stato distrutto nella battaglia precedente ma si è poi rigenerato da una scheggia, si danno alla fuga, i Phalanx riescono a catturare tutti eccetto Mantis, che è riuscita a scappare, e Captain Universe che si è sacrificato per permettere agli altri di fuggire.

### Quasar
Scritto da Christos N. Gage
Quasar(Phyla-Vell) si trova in un tempio ai confini dello spazio Kree dove offre rifugio ai sopravvissuti degli eventi di Annihilation quando viene a sapere dell'invasione dei Phalanx. Accompagnata da Dragoluna, segue i comandi di una misteriosa voce che le dice di trovare il salvatore dell'impero Kree. Durante la sua ricerca, affronta il Super Adattoide, impara come usare le sue bande quantiche, e scopre di più sulla natura di Dragoluna prima che quest'ultima si trasforma in un vero drago della luna.
Quasar e Dragoluna, trasformata in drago, vanno sul remoto pianeta Morag IV per trovare il salvatore, ma vengono aggredite dal Super Adattoide. Le dure eroine si riprendono grazie all'aiuto dei locali ma scoprono che il Super Adattoide ha già raggiunto prima di loro il salvatore e sta cercando di infettarlo con il virus dei Phalanx. Dopo un breve combattimento, il Super Adattoide scatena una forza distruttiva su una città vicina, Quasar sceglie di difendere gli abitanti della città al posto del salvatore anche a costo di esaurire l'energia delle bande quantiche.
Quasar, Dragoluna e gli abitanti di Morag IV si ritrovano ad affrontare di nuovo il Super Adattoide intenzionato ad infettare il salvatore che si rivela essere Adam Warlock. Quasar riesce finalmente a sconfiggere il Super Adattoide e a recuperare l'energia delle Bande Quantiche. La misteriosa voce che l'aveva guidata fino a questo punto era quella dell'Intelligenza Suprema dei Kree, che credeva che Warlock sarebbe stato il salvatore dei Kree. Warlock si stava rigenerando in un bozzolo, ma il bozzolo è stato danneggiato dal Super Adattoide. Dragoluna e la Suprema Intelligenza aiutano Warlock a emergere dal bozzolo, ma è più giovane e problematico di quanto si aspettassero a causa della sua rinascita prematura.
Xenmu, Shatterax e Korath, infettati dai Phalanx, attaccano Quasar, Dragoluna e Warlock. Adam Warlock porta Quasar e Dragoluna al sicuro dove dei Kree in miniatura vengono tenuti dall'Alto Evoluzionario.
Il Leader dei Phalanx si rivela essere Ultron, l'arcinemico dei Vendicatori, che uccide Korath per non essere riuscito a catturare Warlock e decide di intervenire personalmente.

### Annihilation: Conquest
Scritto da Dan Abnett e Andy Lanning
Quasar e Dragoluna cercano di persuadere l'Alto Evoluzionario ad unirsi a loro nella lotta contro i Phalanx. Vengono trovati da Ultron e Dragoluna viene uccisa. Adam Warlock affronta Ultron e Star-Lord prepara un piano per infiltrarsi nella Torre di Babele dei Phalanx. L'Alto Evoluzionario viene catturato dai Phalanx e costretto da Ultron a trasferire la sua essenza nel corpo di Adam. Durante il trasferimento l'Alto Evoluzionario fa delle osservazioni di natura criptica nei confronti di Ultron, indicando che non ha tradito del tutto Warlock. Ultron si risveglia nel corpo di Adam e pianifica di creare un esercito di cloni di Adam Warlock per invadere la Terra.
Star-Lord viene catturato e torturato da Ultron. Bug, Rocket Raccoon e Mantis organizzano un piano che consiste in Groot che cresce all'interno della Torre di Babele dei Phalanx fino a distruggerla. Mantis usa i suoi poteri telepatici per amplificare la crescita di Groot e poi, quando il momento è giusto, dargli fuoco. Groot è d'accordo con il piano perché farebbe una morte da eroe. Rocket Raccoon prende una scheggia di Groot in modo che possa rigenerarsi dopo la sua distruzione. Il piano procede bene, mentre Star-Lord viene salvato, ma il gruppo deve saltare dalla Torre per salvarsi. Groot usa le sue ultime energie per attutire la loro caduta. Mantis spiega la perdita di Groot e che Star-Lord non avrebbe approvato il piano se avesse comportato la morte dei membri della sua squadra. Mantis ha una visione di Ultron che appare per ucciderli e Ultron si materializza dietro di lei e la tramortisce con un colpo in testa.
Fuori dallo scudo di energia si radunano delle navi da guerra dei Badoon, Rigelliani, Cavalieri di Galador e Spartax che bombardano lo scudo senza successo. Improvvisamente, Nova appare insieme a Gamora, Drax(liberi dalla influenza dei Phalanx) e due membri della Technarchia, e uno dei due si chiama Warlock. La Technarchia aveva creato i Phalanx e sono decisi a rimettere le cose a posto. Penetrano lo scudo e affrontano Ultron. Ultron riesce a stendere facilmente Nova, Gamora e Drax ma il Technarca Warlock infetta Ultron con un virus techno-organico che lo costringe alla fuga.
Ronan guida una armata di 15,000 Sentinelle Kree per distruggere i Phalanx e i Kree infettati dai Phalanx. Dopo aver visto gli eroi in mezzo alla battaglia, la flotta ordina di cessare il fuoco ma Ronan si rifiuta e ordina a Praxagora di sparare ma quest'ultima si rifiuta. Ulton trasferisce la sua essenza in Praxagora e stordisce Wraith per poi trasferire la sua essenza nelle sentinelle. Mentre usciva dal corpo di Praxagora, Ultron la uccide causando la nave che trasportava Ronan, Wraith e Super-Skrull di cadere, i tre si salvarono grazie agli scudi di energia di Super-Skrull.
L'Alto Evoluzionario rivela che lo spirito di Adam Warlock è nelle bande quantiche di Quasar e Quasar restituisce lo spirito di Warlock al suo corpo. Ultron usa le 15,000 sentinelle Kree per crearsi un corpo gigantesco per sconfiggere definitivamente gli eroi. Adam Warlock trasferisce le anime dei Kree morti durante l'invasione nelle bande quantiche di Quasar, potenziandole enormemente. Wraith usa il simbionte Exolon per impedire a Ultron di fuggire dal suo corpo e Quasar da Ultron il colpo di grazia con una spada di energia generata dalle bande quantiche. I Kree vengono liberati dal controllo dei Phalanx.
Mentre piange la morte di Dragoluna, Quasar viene avvicinata da Adam Warlock che gli parla del piano di Star-Lord di formare un gruppo di eroi che possano prevenire altri disastri cosmici.

## Seguito
Dopo Annihilation: Conquest viene incominciata la seconda serie dei Guardiani della Galassia, sempre scritta da Dan Abnett e Andy Lanning.

## Edizione italiana
Annihilation Conquest è stato pubblicato in Italia nel 2008 sul bimestrale Marvel Crossover dal numero 49 al 53 dalla Panini.
A partire dal giugno 2014, la Panini ha ristampato la saga in due volumi:
1. Annihilation: Conquest volume 1 (contiene Nova nn.1-3, Annihilation: Conquest Prologue, Annihilation: Conquest Quasar e Annihilation: Conquest Star-Lord)
2. Annihilation: Conquest volume 2(contiene Annihilation: Conquest Wraith, Nova nn.4-7 e Annihilation: Conquest nn.1-6).